# Daň z bezdětnosti
Daň z bezdětnosti (rusky налог на бездетность, nalog na bezdetnost) byla natalitní politika zavedená v Sovětském svazu a dalších komunistických zemích od 40. let 20. století. Režim Josifa Stalina ji zavedl s cílem povzbudit dospělé lidi k reprodukci, a tím zvýšit populaci Sovětského svazu. Šestiprocentní daň z příjmu se týkala mužů od 25 do 50 let a vdaných žen od 20 do 45 let.
Daň zůstala v platnosti až do rozpadu Sovětského svazu, ačkoli na konci éry se množství peněz, které bylo možné zdanit, neustále snižovalo. Ministr zdravotnictví Michail Zurabov a místopředseda výboru Státní dumy pro ochranu zdraví Nikolaj Gerasimenko navrhli obnovit pro Rusko tuto daň v roce 2006, ale dosud k tomuto kroku nedošlo.

## Sovětský svaz
V původním znění, které bylo přijato a uplatňováno v letech 1941–1990, se daň týkala většiny bezdětných mužů ve věku 25 až 50 let a většiny bezdětných vdaných žen ve věku 20 až 45 let. Daň činila 6 % ze mzdy bezdětné osoby, ale stanovila určité výjimky: daň nemuseli platit ti, jejichž děti zemřely během druhé světové války, ani váleční hrdinové, kteří obdrželi určitá vyznamenání. Také mnoho studentů mohlo získat osvobození od daně, stejně jako lidé, kteří vydělávali méně než 70 rublů měsíčně. Kromě toho byli od této daně osvobozeni i ti, kteří nebyli ze zdravotních důvodů schopni porodit dítě. Mnoho svobodných mužů se této dani podvodně vyhnulo tím, že tvrdili, že jsou neplodní, a předložili falešnou lékařskou dokumentaci.
Od roku 1946 byla v souladu s rozhodnutím Rady ministrů SSSR č. 2584 ze dne 3. prosince 1946 zrušena daň pro mnichy, kteří jsou povinni dodržovat slib celibátu:
„Mniši a jeptišky pravoslavných klášterů a jiných vyznání, zavázaní slibem celibátu, nepodléhají zdanění starých mládenců, svobodných a malorodinných občanů SSSR.“
Po roce 1990 bylo osvobození příjmů zvýšeno na 150 rublů, což znamenalo, že prvních 150 rublů příjmů bezdětných dospělých osob nebylo zdaněno. V roce 1991 byla daň změněna tak, že se již nevztahovala na ženy, a v roce 1992 se stala bezpředmětnou a neaktivní v důsledku rozpadu Sovětského svazu.

## Polsko
V 16. století označovalo slovo „bykowe“ poplatek, který platil majitel býka za páření krav. Později, v 16. a 17. století, slovo označovalo také pokutu za zplození nemanželského dítěte. Na počátku 20. století slovníky zaznamenaly výraz „bykowe“ také ve významu „dar pastýři za odchov krávy“ a „poplatek, který platí hudebníkům na svatbě ten, kdo chce tančit s nevěstou“.
V roce 1946 zavedlo komunistické Polsko podobné zvýšení základní sazby daně z příjmu, v podstatě daň z bezdětnosti, lidově nazývanou bykowe („daň z býka“, přičemž „býk“ je metonymií pro svobodného muže). Nejprve se týkala bezdětných a svobodných osob starších 21 let (od 1. ledna 1946 do 29. listopadu 1956), poté pouze osob starších 25 let (od 30. listopadu 1956 do 1. ledna 1973).

## Rumunsko
Zdanění bezdětnosti bylo součástí natalitní politiky, kterou zavedl Nicolae Ceaușescu v komunistickém Rumunsku v letech 1967–1989. Spolu se zákazem interrupce a antikoncepce (1967) a povinnými gynekologickými prohlídkami byly tyto daně v různých formách zavedeny v letech 1977 a 1986. Nesezdaní občané museli platit pokutu za bezdětnost, sazba daně z příjmu se pro ně zvyšovala o 8–10 %.

## Účinky a návrhy
V době Sovětského svazu dosahovala v Rusku porodnost vyšších hodnot než v letech po rozpadu Sovětského svazu, což některé ruské představitele přimělo k návrhu znovuzavedení daně. Podle údajů ministerstva zdravotnictví klesla úhrnná plodnost po rozpadu Sovětského svazu z 2,19 dítěte na ženu na 1,17 dítěte na ženu. Podle ředitele ruského Centra pro demografii Anatolije Višněvského patří tato porodnost k nejnižším na světě a ruští představitelé označili demografické problémy v Rusku za příznak „krize“.
Daň z bezdětnosti sice nebyla znovu uzákoněna, ale jiné návrhy ano. Vladimir Putin například uzákonil návrh na peněžní pobídky pro ženy, které jsou ochotny mít druhé dítě.
V roce 2018 byla v Číně navržena daň z bezdětnosti, jejímž cílem by bylo vypořádat se s problémy s nízkou porodností.
V Německu ministr zdravotnictví Jens Spahn vyzval k zavedení daně s tím, že bezdětní by měli platit na péči a důchodové pojištění mnohem více než ti, kteří založili rodinu.